# Nagari Lubuak Gadang
Nagari Lubuak Gadang is een bestuurslaag in het regentschap Pasaman van de provincie West-Sumatra, Indonesië. Nagari Lubuak Gadang telt 1526 inwoners (volkstelling 2010).